# 北面 (倉敷市)
北面（きたも）は、岡山県倉敷市水島にある地域である。連島の北部に位置する。
倉敷市立連島北小学校の学区とほぼ同一である

## 概要
連島山塊北側一帯の地区で、現在は北面という大字はない。しかし、西之浦・矢柄・連島の山の北側は、それぞれ北面という字となっており、そのエリアの汎称的呼称として北面とも呼ばれる。住所表記上は矢柄・西之浦と続いているが、山があるため実際は事実上の飛地となっている。そのため矢柄・西之浦の南側地区とは特徴が異なっており、学校も連島北小学校として別学区を形成している。
戦国時代に当地の大平山に三宅国秀が山城が築き、北面城と呼ばれていたことから、少なくとも戦国時代から北面の地名は存在した。
島嶼であった連島の北側は、高梁川の沖積作用により浅瀬が続いていたとされ、地名の由来として連島の集落集中地であった南側からみて北側にある浅瀬の多い地という意味で北藻（きたも）と称され、現在の北面に変化したという説、単に山の北側の面ということで北面と呼んだ説がある。
江戸時代になると、成羽藩山崎氏の所領となり、寛永6年に北面の北東部を干拓して30町歩ほどの新田を作った。また、正保3年に独立村となった西之浦村の枝村となる。その後天保2年に山崎氏は西之浦村の内の北面を鶴新田と引き替えに幕府領の倉敷支配所に移し、明暦2年に倉敷代官所が北面の北東を干拓して40町歩ほどの新田を造成した矢柄村枝村の北面新田と併せ、北面新田村（きたもしんでんそん）として独立村となるも、幕末までの時期に再び分村し、それぞれ西之浦・矢柄の枝村となる。その後は幕府領として明治を迎える。
明治8年6月28日に西之浦村の内の北面新田と矢柄村の内の北面新田が合併し北面新田村となる。しかし、再び両村に分かれ、旧西之浦の北面新田は西之浦村に、旧矢柄の北面新田は、連島村に合併する。後に旧矢柄の北面新田の一部が、矢柄とともに連島より分離し、亀島村の一部となり、北面新田は最終的に3村に分かれたこととなる。
前述のように、連島山塊南部とは地形的にも異なる場所であり、宅地造成・企業進出はあるものの南部ほど開発が行われておらず、農地も多く残るのが特徴である。また農地も米が主生産品となっているのも南部と異なる。
なお、現在の連島北小学校区は北面を中心とするが、同じく山の北側となる西之浦・矢柄・連島の字である丸山・青木・宮之浦などを含む他、西阿知地域である片島町の字巻倒も含んでいる。

## 学区
小学校区
全域が連島北小学校区。
中学校区
全域が倉敷第一中小学校区（倉敷地区）

## 地勢
山岳
- 連島山塊
  - 大平山

河川
- 高梁川

## 主要施設
企業事業所
- 倉敷化工 - 矢柄

神社仏閣
- 西福寺 - 西之浦
- 寂厳堂 - 西之浦
- 七面大明神 - 西之浦
- 八幡神社 - 西之浦

## 名所・旧跡
- 北面城址 - 矢柄
- 北面貝塚群 - 矢柄

## 交通
道路
- 国道429号
- 国道428号